# Мялікгулиєв Назар Курбангельдийович
Назар Курбангельдийович Мялікгулиєв (позивний — Поет; 9 жовтня 1990, с. Кобиловолоки, Україна — 22 червня 2022) — український поет, військовослужбовець, молодший сержант Збройних сил України, учасник російсько-української війни. Кавалер ордена «За мужність» III ступеня (2022, посмертно), почесний громадянин Тернопільської області (2024, посмертно).

## Життєпис
Назар Мялікгулиєв народився 9 жовтня 1990 року в селі Кобиловолоках, нині Теребовлянської громади Тернопільського району Тернопільської области, у сім'ї етнічного туркмена Курбангельди Мялікгулиєва та уродженки західної України.
Після закінчення Теребовлянської загальноосвітньої школи № 2, 8 працював у лісництві з перервою на військову службу — у 2008—2010 роках служив за контрактом у ракетній бригаді (механік-кулеметник, згодом — механік тактичних ракет).
У 2014 був призваний за третьою хвилею мобілізації. У складі батальйону зенітник Назар пройшов бої під Кримським, а у 2015 — у районі Тошківки, Оріхового, Новотошківського.
Рік після демобілізації був удома. У серпні 2016-го пройшов курси перепідготовки військовослужбовців, звільнених у запас за проєктом «Україна — Норвегія». У грудні 2016 року повернувся до війська. Проходив службу у складі артилерійської бригади, яка на той час виконувала завдання на Луганщині.
Влітку 2017 року звільнився після закінчення терміну контракту й поїхав на заробітки до Європи, півроку був удома й знову повернувся на фронт.
У 2022 році Назар потрапив на фронт вже всьоме. Воював у складі 10-ї окремої гірсько-штурмової бригади. Загинув 22 червня 2022 року на східному напрямку оборони під час виконання бойового завдання.
Похований в Козовій Тернопільського району.
Залишилися дружина та троє дітей.

## Творчість
Із шести років почав писати вірші. Автор поетичних збірок «Крик» (2012), «До народу» (2014), «Критик до народу або вірші мого дитинства» (2022, видана посмертно).

## Нагороди
- орден «За мужність» III ступеня (28 листопада 2022, посмертно) — за особисту мужність і самовіддані дії, виявлені у захисті державного суверенітету та територіальної цілісності України, вірність військовій присязі[4];
- почесний громадянин Тернопільської області (2024, посмертно)[5].

## Вшанування пам'яті
У червні 2024 року в Козовій відкрито пам'ятну дошку на честь Назара Мялікгулиєва.